# Colossendeis angusta
Colossendeis angusta är en havsspindelart som beskrevs av Sars, G.O. 1877. Colossendeis angusta ingår i släktet Colossendeis och familjen Colossendeidae. Inga underarter finns listade i Catalogue of Life.